# پیرز سلرز
پیرز سلرز (به انگلیسی: Piers Sellers) فضانورد اهل بریتانیا-ایالات متحده بود که در ۱۱ آوریل ۱۹۵۵ میلادی در کروبورو زاده شد. وی در مأموریت اس‌تی‌اس-۱۱۲، اس‌تی‌اس-۱۲۱، اس‌تی‌اس-۱۳۲ حضور داشته‌است.

## نگارخانه

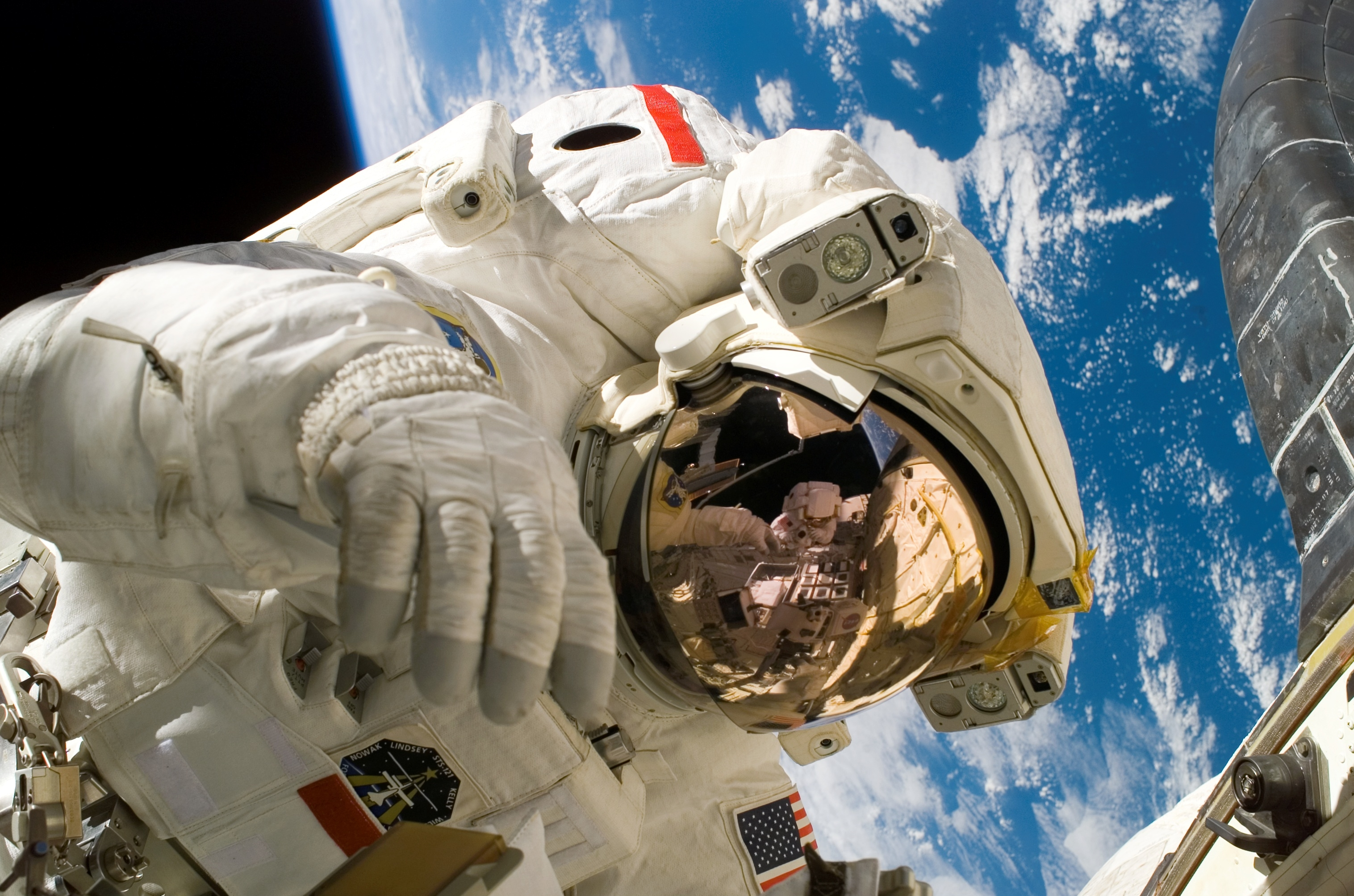
سلرز در حال انجام راهپیمایی فضایی در طول مأموریت اس‌تی‌اس-۱۲۱